# West Richland
La ville américaine de West Richland est située dans le comté de Benton, dans l’État de Washington. En 2010, sa population s’élevait à 11 811 habitants.

## Source
- (en) Cet article est partiellement ou en totalité issu de l’article de Wikipédia en anglais intitulé « West Richland, Washington » (voir la liste des auteurs).